# Вести (газета, Израиль)
«Вести» — одна из ведущих израильских газет на русском языке. Выходила в 1992—2018 годах.

## История
Предшественница газеты «Вести», газета «Время» на русском языке, была основана в 1991 г. в рамках газетного концерна «Маарив» (владелец — мультимедийный магнат Максвелл). Возглавил газету известный общественный деятель Эдуард Кузнецов.
В 1992 г. коллектив газеты «Время» основал газету «Вести» (в составе концерна «Едиот ахронот»). Газета выходила ежедневно, кроме пятницы и субботы. В четверг газета выпускалась в расширенном формате и содержала приложения по разнообразной тематике.
15 января 2017 года открылся интернет-портал www.vesty.co.il с круглосуточной информацией о новостях Израиля и Ближнего Востока. Помимо новостей, на портале публикуются аналитические статьи о событиях в регионе, материалы о жизни русскоязычной общины, культуре, здоровье, туризме, кулинарии. С 1 февраля того же года газета перешла на еженедельный выход. 
В конце 2018 года концерн «Едиот ахронот» принял решение о закрытии газеты в печатном формате, но часть коллектива перешла на сайт vesty.co.il.

## Главные редакторы газеты
- Эдуард Кузнецов (1992—1999)
- Илья Наймарк (1999—2001)
- Вера Едидья (2001—2002)
- Лев Балцан (2002—2005)
- Сергей Подражанский — и. о. главного редактора (2005—2007)
- Анна Садагурская (2007—2014)
- Дани Спектор — (2014—2016)
- Саша Виленский — (2016—2018)

## Журналисты
В газете работали такие журналисты, как Лев Меламид (заместитель главного редактора), Александр Гольдштейн (1957—2006), Аркан Карив (1963—2012), Антон Носик, Марк Зайчик, Александр Елин, Зеев Бар-Селла, Евгения Кравчик, Дов Конторер, Лазарь Данович, Яков Шаус, Владимир Бейдер, Макс Лурье, Сергей Подражанский, Валерий Сердце (Герц), Шели Шрайман, Евгения Ламихова, Григорий Кульчинский, Анна Исакова, Ян Топоровский, Даниил Давидзон, Александр Дубинский, Дмитрий Эпштейн, Вадим Найман, Роман Янушевский, Александр Лихтикман, Виктор Лихт, Ирина Солганик, Александр Авербух, Борислав Протченко, Ян Гальперин и др.

## Приложения

### Еженедельные приложения
- «Здоровье» — по воскресеньям,
- «За рубежом» — по понедельникам,
- «Спорт» — по вторникам,
- «Ветеран и воин» — по средам.

### Приложения конца недели
По четвергам газета содержала следующие приложения:
- «Вести-2» — еженедельное приложение с обзором и анализом политических событий
- «Окна» — еженедельное литературно-художественное приложение, до конца 2010 года содержало сатирический журнал «Бесэдер?»[6]
- «Нон-стоп» — программа передач на неделю израильских, международных и российских телеканалов. Содержит статьи по проблемам искусства и шоу-бизнеса
- «Казначей» — еженедельное экономическое приложение

### Ежемесячные журналы
- «Шарм» — ежемесячный женский журнал
- «Мир путешествий» — ежемесячный туристический и географический журнал
- «Дело вкуса» — ежемесячный кулинарный журнал
- «Оптима» — ежемесячный журнал о здоровом образе жизни